# Lista de submarinos da Itália
A lista de submarinos da Regia Marina Italiana, reúne submarinos comissionados ou operados pela Regia Marina Italiana ao longo dos anos. Para a lista dos submarinos usados pela Marina Militare consulte a Lista de submarinos da Marinha Italiana.
 Regia Marina Italiana (bandeira usada de 1861-1946)

 Marinha Italiana (usada de 1946-presente)

## Classes

### Classe Delfino
Somente um lançado.
- Delfino (1892)

### Classe Glauco (1903)
- Glauco
- Narvalo
- Otaria
- Squalo
- Tricheco

### Classe Foca (1909)
Somente um lançado.
- Foca

### Classe Medusa(1912)
- Medusa
- Argo
- Fisalia
- Jalea
- Jantina
- Salpa
- Velella
- Zoea

### Classe Atropo(1913)
Somente um lançado.
- Atropo (1913)

### Classe Nautilus(1911)
- Nautilus
- Nereide

### Classe Pullino(1912)
- Giacinto Pullino
- Galileo Ferraris

### Classe Alfa
- Alfa
- Beta

### Classe Argonauta (1914)
Somente um lançado.
- Argonauta - encomendado como Svyatoy Georgi para a Marinha Imperial Russa.

### Classe Balilla (1915)
Somente um lançado.
- Submarino italiano Balilla - encomendado como SM U-42 para a Marinha Imperial Russa.

### Classe de submarinos britânicos S (1914)da Itália (1915)
- S1 (1915)
- S2 (1915)
- S3 (1915)

### Classe A(1915)
- A 1
- A 2
- A 3
- A 4
- A 5
- A 6

### Classe B
- B 1
- B 2
- B 3

### Classe de submarinos britânicos Wda Itália (1916)
- W1 (1914)
- W2 (1915)
- W3 (1915)
- W4 (1915)

### Tipo UC Ialemão
- X1 ex-alemão UC-12 (1916)

### Classe Pacinotti(1916)
- Pacinotti
- Guglielmotti

### Classe de submarinos italianos F(1916)
- F 1
- F 2
- F 3
- F 4
- F 5
- F 6
- F 7
- F 8
- F 9
- F 10
- F 11
- F 12
- F 13
- F 14
- F 15
- F 16
- F 17
- F 18
- F 19
- F 20
- F 21

### Classe de submarinos italianos N(1916)
- N 1
- N 2
- N 3
- N 4
- N 5
- N 6

### Classe de submarinos italianos H(1916)
Baseados no submarino Holland tipo 602.
- H 1
- H 2
- H 3
- H 4
- H 5
- H 6
- H 7
- H 8

### Classe X 2(1916)
- X 2
- X 3

### Classe Micca(1915)
- Pietro Micca
- Angelo Emo
- Luigi Galvani
- Lorenzo Marcello
- Lazzaro Mocenigo
- Torricelli

### Classe Barbarigo(1915)
- Andrea Provana
- Agostino Barbarigo
- Giacomo Nani
- Sebastiano Veniero

### Classe Mameli(1925)
- Pier Capponi
- Giovanni Da Procida
- Goffredo Mameli ex-Masaniello
- Tito Speri

### Classe Balilla (1928)
- Antonio Sciesa
- Balilla
- Domenico Millelire
- Enrico Toti

### Classe Pisani(1925)
- Giovanni Bausan
- Marcantonio Colonna
- Des Geneys
- Vettor Pisani

### Classe Bandiera(1928)
- Fratelli Bandiera
- Luciano Manara
- Ciro Menotti
- Santorre Santarosa

### Classe Ettore Fieramosca(1926)

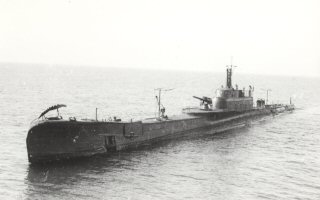
O submarino Ettore Fieramosca.

Somente um lançado.
- Ettore Fieramosca

### Classe Bragadin(1927)
- Marcantonio Bragadin
- Filippo Corridoni

### Classe Squalo(1930)
- Squalo
- Delfino
- Narvalo
- Tricheco

### Classe Settembrini(1928)
- Luigi Settembrini
- Ruggiero Settimo

### Classe Argonauta(1932)
- Argonauta[3]
- Fisalia
- Jalea
- Jantina
- Medusa
- Salpa
- Serpente ex-Nautilus

### Classe Sirena(1933)
- Ametista
- Anfitrite
- Diamante
- Galatea
- Naiade
- Nereide
- Ondina
- Rubino
- Sirena
- Smeraldo
- Topazio
- Zaffiro

### Classe Archimede(1934)
- Archimede
- Evangelista Torricelli
- Galileo Ferraris
- Galileo Galilei

### Classe Glauco (1935)
- Glauco
- Otaria

### Classe Pietro Micca
- Pietro Micca

### Classe Calvi(1935)
- Pietro Calvi
- Giuseppe Finzi
- Enrico Tazzoli

### Classe Argo(1936)
- Argo
- Velella

### Classe Perla(1936)
- Ambra
- Berillo
- Corallo
- Diaspro
- Gemma
- Iride
- Malachite
- Onice
- Perla
- Turchese

### Classe Adua(1937)
- Adua
- Alagi
- Aradam
- Ascianghi
- Axum
- Beilul
- Dagabur
- Dessiè
- Durbo
- Gondar
- Lafolè
- Macallè
- Neghelli
- Scirè
- Tembien
- Uarsciek
- Uebi Scebeli

### Classe Foca (1936)
- Foca
- Atropo
- Zoea

### Classe CA(1938) de mini-submarinos
- Tipo 1:
  - CA1
  - CA2
- Tipo 2:
- CA3
- CA4

### Classe Marcello(1938)
- Lorenzo Marcello
- Enrico Dandolo
- Sebastiano Veniero
- Andrea Provana
- Lazzaro Mocenigo
- Giacomo Nani
- Agostino Barbarigo
- Angelo Emo
- Francesco Morosini
- Comandante Cappellini
- Comandante Faà di Bruno

### Classe Brin(1938)
- Brin
- Galvani
- Guglielmotti
- Archimede - 1938
- Torricelli

### Classe Liuzzi(1939)
- Console Generale Liuzzi
- Alpino Bagnolini
- Capitano Tarantini
- Reginaldo Giuliani

### Classe Marconi(1939)
- Alessandro Malaspina
- Leonardo Da Vinci
- Luigi Torelli
- Maggiore Baracca
- Michele Bianchi
- Guglielmo Marconi

### Classe Cagni(1939)
- Ammiraglio Cagni
- Ammiraglio Caracciolo
- Ammiraglio Millo
- Ammiraglio Saint-Bon

### Classe Acciaio(1941)
- Acciaio
- Alabastro
- Argento
- Asteria
- Avorio
- Bronzo
- Cobalto
- Giada
- Granito
- Nichelio
- Platino
- Porfido
- Volframio

### Classe CM de mini-submarinos
- CM1
- CM2

### Classe Flutto(1942) ou Classe Tritone
- Tipo 1:
  - Tritone
  - Gorgo
  - Flutto
  - Marea
  - Vortice
  - Nautilo
  - Murena
  - Grongo
  - Sparide
  - Spigola
  - Cernia
  - Dentice

- Tipo 2:
  - Alluminio
  - Amianto
  - Antimonio
  - Bario
  - Cadmio
  - Cromo
  - Ferro
  - Fosforo
  - Iridio
  - Litio
  - Magnesio
  - Manganese
  - Mercurio
  - Oro
  - Ottone
  - Piombo
  - Potassio
  - Rame
  - Rutenio
  - Silicio
  - Sodio
  - Vanadio
  - Zinco
  - Zolfo

### Classe de submarinos italianos Rou Classe Romolo (1943)
- Remo
- Romolo
- R 3 à R 12 - Afundados incompletos e desmanchados após a guerra.

### Classe CB(1941) de mini-submarinos
- CB1
- CB2
- CB3
- CB4
- CB5
- CB6
- CB7
- CB8
- CB9
- CB10
- CB11
- CB12
- CB13
- CB14
- CB15
- CB16
- CB17
- CB18
- CB19
- CB20
- CB21
- CB22